# سارة جيه غارنيت
سارة جيه تومبكينز غارنيت (31 يوليو 1831-17 سبتمبر 1911) كانت معلمة أمريكية ومدافعة عن حق الاقتراع من مدينة نيويورك وكانت رائدة كأول مديرة مدرسة أمريكية من أصل أفريقي في إدارة تعليم مدينة نيويورك.   

## الأسرة والحياة المبكرة
سارة جيه سميث ابنة سيلفانوس وآن (سبرينغستيل) سميث، ولدت في 31 يوليو 1831 في بروكلين، نيويورك . كانت سارة الكبرى بين 11 طفلاً، كان والداها مزارعين ويملكان أرضًا في مقاطعة كوينز ثم جزءًا من لونغ آيلاند .   كانت شقيقتها سوزان ماكيني ستيوارد أول امرأة أمريكية من أصل أفريقي في ولاية نيويورك تحصل على شهادة الطب، والثالثة في الولايات المتحدة. 
تزوجت سارة من صموئيل تومبكينز الذي توفي عام 1852 تقريبًا. مات طفلاها من هذا الزواج مبكرًا. 

## مربية رائدة
عندما بدأت سارة التدريس في مدينة نيويورك تم الفصل العنصري في المدارس العامة.  بدأت سارة التدريس في المدرسة الأفريقية الحرة في ويليامزبرج عام 1854. كانت أول امرأة أمريكية من أصل أفريقي يتم تعيينها مديرة لنظام المدارس العامة في مدينة نيويورك. تولت منصب مدير مدرسة النحو رقم 4 في 30 أبريل 1863.  قامت بتدريس العديد من الطلاب البارزين بما في ذلك الموسيقي والتر إف كريج. 
تقاعد Garnet من الخدمة المدرسية النشطة في عام 1900. عملت كمدرسة ومديرة لمدة 37 عامًا. 

## حق التصويت
كانت سارة مؤسسة منظمة بروكلين لحق الاقتراع (رابطة المساواة في حق ) في أواخر ثمانينيات القرن التاسع عشر. وكانت المشرفة على حق الاقتراع للجمعية الوطنية للنساء الملونات. 

## الحياة الاحقة، الوفاة، الإرث
امتلكت سارة محل خياطة في بروكلين من عام 1883 إلى عام 1911. 
بعد وفاة زوجة هنري هايلاند جارنت أحد أبرز المدافعين عن إلغاء الرق، تزوج هو وسارة. أثناء تعيينه سفيراً في ليبيريا أصيب غارنيت بالمرض وتوفي في 13 فبراير 1882 في مونروفيا. 
سافرت سارة مع أختها سوزان إلى لندن، إنجلترا، لحضور المؤتمر العالمي للسباقات الافتتاحي لعام 1911 حيث قدمت ستيوارد ورقة بعنوان «النساء الأمريكيات الملونات». كما حضر المؤتمر دو بويز. بعد فترة وجيزة من عودتهم من أوروبا توفي ستيوارد في المنزل. 
و أُعيد تسمية مدرسة تيونيس جي بيرغن في 2019 إلى سارة سميث غارنيت المدرسة الرسمية 9 . ظهر مقال من يونيو 1819 وضع فيه تيونيس ج.ومايكل بيرغن إعلانًا عن مكافأة قدرها 40 دولارًا مقابل إعادة عبيدهم. 
Middleton Playground في بروكلين، نيويورك، أُعيد تسميته في عام 2021 إلى Sarah JS Tompkins Garnet Playground كجزء من مبادرة NYC Parks لإعادة تسمية الحدائق تكريماً للأمريكيين السود البارزين. 